# Street of Chance
Street of Chance er en amerikansk dramafilm fra 1930, instrueret af John Cromwell. Filmen havde William Powell, Jean Arthur, Kay Francis og Regis Toomey i hovedrollerne.
Howard Estabrook blev nomineret til en Oscar for bedste manuskript.

## Medvirkende
- William Powell som John D. Marsden
- Jean Arthur som Judith Marsden
- Kay Francis som Alma Marsden
- Regis Toomey som "Babe" Marsden
- Stanley Fields som Dorgan
- Brooks Benedict som Al Mastick
- Betty Francisco som Mrs. Mastick
- John Risso som Tony
- Joan Standing som Miss Abrams
- Maurice Black som Nick
- Irving Bacon som Harry

## Eksterne Henvisninger
- Street of Chance på Internet Movie Database (engelsk)
- Street of Chance i Svensk Filmdatabas (svensk)
- Street of Chance på MovieMeter (nederlandsk)
- Street of Chance på AllMovie (engelsk)
- Street of Chance på Turner Classic Movies (engelsk)
- Street of Chance på The Movie Database (engelsk)
- Street of Chance på Filmaffinity (engelsk)